# Dècada del 310 aC

## Esdeveniments
- Victòria romana en la batalla del llac Vatimon sobre els etruscs, aliats dels samnites (en el marc de la Segona Guerra Samnita).
- Final de la Segona Guerra Samnita que va suposar la submissió de la Campània per Roma, i la renúncia a tota expansió per part de la Lliga samnita.
- Construcció del primer aqüeducte romà documentat

## Naixements
- Siracusa: Teòcrit, filòsof grec.
- Cirene: Calímac, filòsof grec.